# 普莱斯基兴
普莱斯基兴是德国巴伐利亚州的一个市镇。总面积52.63平方公里，总人口2374人，其中男性1219人，女性1155人（2011年12月31日），人口密度45人/平方公里。